# Conus mindanus
Conus mindanus е вид охлюв от семейство Conidae. Възникнал е преди около 0,13 млн. години по времето на периода кватернер. Видът не е застрашен от изчезване.

## Разпространение и местообитание
Разпространен е в Американски Вирджински острови, Ангуила, Антигуа и Барбуда, Аруба, Барбадос, Белиз, Бермудски острови, Бонер, Бразилия, Британски Вирджински острови, Венецуела, Гваделупа, Гватемала, Гвиана, Гренада, Доминика, Доминиканска република, Колумбия, Коста Рика, Куба, Кюрасао, Мартиника, Мексико (Веракрус, Кампече, Табаско, Тамаулипас и Юкатан), Монсерат, Никарагуа, Панама, Пуерто Рико, Саба, САЩ (Алабама, Джорджия, Луизиана, Северна Каролина, Тексас, Флорида и Южна Каролина), Свети Мартин, Сейнт Винсент и Гренадини, Сейнт Китс и Невис, Сейнт Лусия, Сен Бартелми, Сен Естатиус, Синт Мартен, Тринидад и Тобаго, Търкс и Кайкос, Френска Гвиана, Хаити, Хондурас и Ямайка.
Обитава пясъчните дъна на морета и заливи. Среща се на дълбочина от 2 до 914 m, при температура на водата от 6,8 до 26,5 °C и соленост 35 – 37,3 ‰.